# Niceforonia
Az Niceforonia a kétéltűek (Amphibia) osztályába, a békák (Anura) rendjébe és a Craugastoridae családba, azon belül a Holoadeninae alcsaládba tartozó nem.

## Nevének eredete
Nevét Hermano Nicéforo María francia származású természettudós tiszteletére kapta.

## Előfordulása
A nembe tartozó fajok Kolumbiában, Ecuadorban és Peruban honosak.

## Taxonómiai helyzete
A Niceforonia nem 2008-ig a Phrynopus nem szinonímája volt, amikor Hedges és munkatársai önálló nem rangra emelték. Genetikai adatok hiányában Hedges és munkatársai ideiglenesen a Strabomantinae alcsaládba helyezték a Phrynopus, az Oreobates és a Lynchius nemekkel együtt, melyekkel közös jellegeket mutatott. 
A három nemről kapott genetikai adatok alapján Padial és munkatársai 2014-ben a Holoadeninae alcsaládba sorolták.

## Rendszerezés
A nembe az alábbi fajok tartoznak:
- Niceforonia adenobrachia (Ardila-Robayo, Ruiz-Carranza & Barrera-Rodriguez, 1996)
- Niceforonia aderca (Lynch, 2003)
- Niceforonia araiodactyla (Duellman & Pramuk, 1999)
- Niceforonia babax (Lynch, 1989)
- Niceforonia brunnea (Lynch, 1975)
- Niceforonia columbiana (Werner, 1899)
- Niceforonia dolops (Lynch & Duellman, 1980)
- Niceforonia elassodiscus (Lynch, 1973)
- Niceforonia fallaciosa (Duellman, 2000)
- Niceforonia latens (Lynch, 1989)
- Niceforonia lucida (Cannatella, 1984)
- Niceforonia mantipus (Boulenger, 1908)
- Niceforonia nana Goin & Cochran, 1963
- Niceforonia nigrovittata (Andersson, 1945)
- Niceforonia peraccai (Lynch, 1975)